# 溶媒

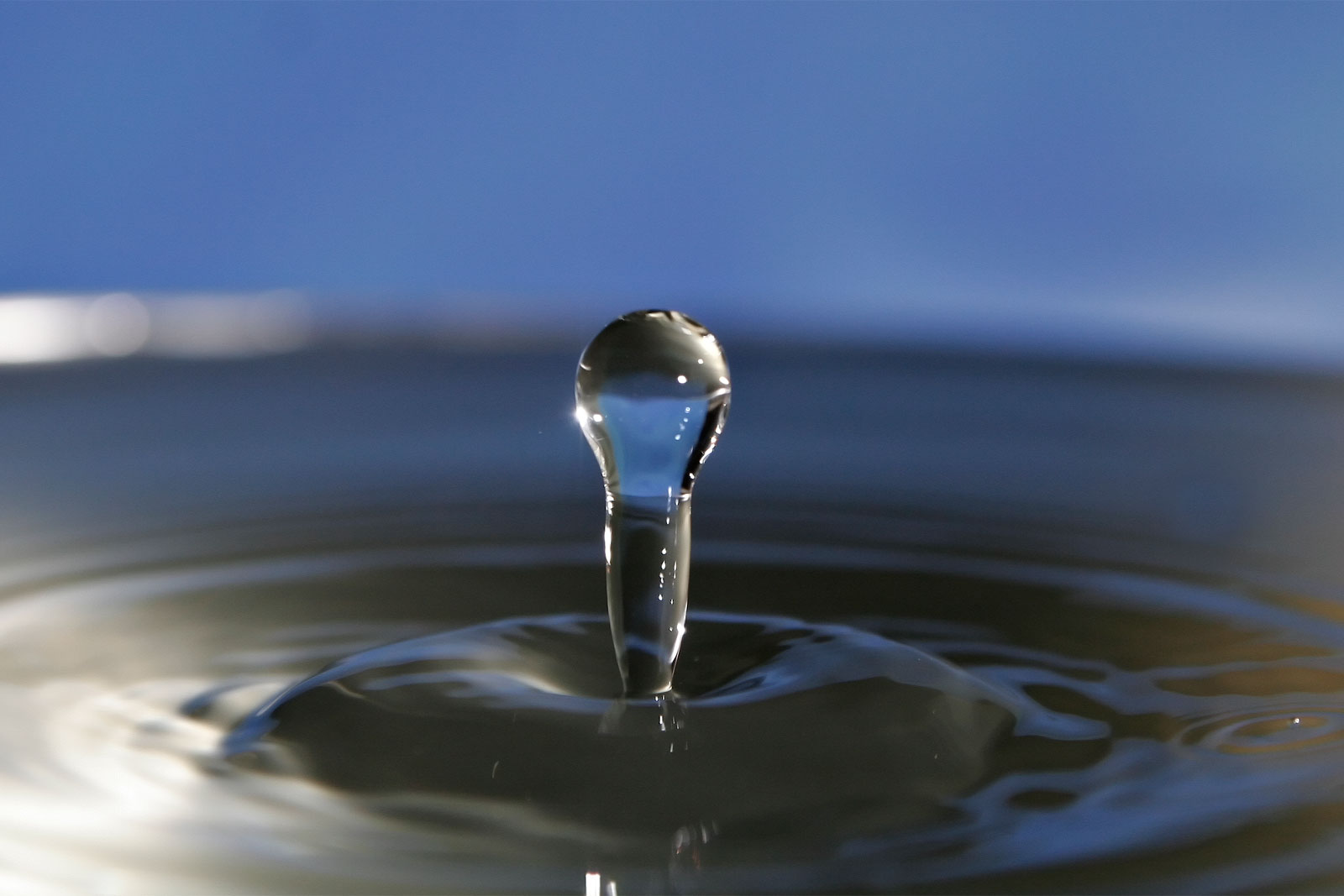
水は最も身近で代表的な溶媒である。

溶媒（ようばい、英: solvent）は、他の物質を溶かす物質の呼称。
工業分野では溶剤（ようざい）と呼ばれることも多い。

## 概要
最も一般的に使用される水のほか、アルコールやアセトン、ヘキサンのような有機物も多く用いられ、これらは特に有機溶媒（有機溶剤）と呼ばれる。
溶媒に溶かされるものを溶質（solute）といい、溶媒と溶質を合わせて溶液（solution）という。
溶媒としては、目的とする物質を良く溶かすこと（溶解度が高い）、化学的に安定で溶質と化学反応しないことが最も重要である。
目的によっては沸点が低く除去しやすいことや、可燃性や毒性、環境への影響などを含めた安全性も重視される。
水以外の多くの溶媒は、極めて燃えやすく、毒性の強い蒸気を出す。また、化学反応では、溶媒の種類によって反応の進み方が著しく異なることが知られている（溶媒和効果）。
一般的に溶媒として扱われる物質は常温常圧では無色の液体であり、独特の臭気を持つものも多い。
有機溶媒は一般用途としてドライクリーニング（テトラクロロエチレン）、シンナー（トルエン、テルピン油）、マニキュア除去液や接着剤（アセトン、酢酸メチル、酢酸エチル）、染み抜き（ヘキサン、石油エーテル）、合成洗剤（オレンジオイル）、香水（エタノール）あるいは化学合成や樹脂製品の加工に使用される。また抽出に用いる。

## 特性の指標

### 極性・溶解性・混和性
溶媒と溶質は大別すると「高極性溶媒（親水性）」と「低極性溶媒（疎水性）」とに区分できるが、比較の問題なので明確な線引きはない。極性は誘電率や双極子モーメント等で評価される。経験則として、高極性物質は高極性溶媒に溶けやすく、低極性物質は低極性溶媒に溶けやすい。これは「似たものに溶ける」と言い表される。具体的には、無機塩（例えば食塩）や糖類（例えばショ糖）など極性の大きい物質は水のような高極性溶媒に溶けやすく、また油や蝋など極性が小さい物質はヘキサンのような低極性溶媒に溶けやすい。また、高極性溶媒と低極性溶媒(例えば、水とヘキサン、食酢とサラダ油）とは相互に混和せず、良く振り混ぜてもすぐに二層に分離する事が多い。溶解性の定量的な指標としては溶解パラメーターが用いられる。

### プロトン性
極性溶媒はプロトン性極性溶媒と非プロトン性極性溶媒とに分類される。プロトン性溶媒とは、プロトン(水素イオン)供与性を持つ溶媒のことである。多くのプロトン溶媒は酸素あるいは窒素原子に結合した比較的酸性度の高い水素を持つ。また、酸素・窒素は、非共有電子対も持つことからプロトン受容性（ルイス塩基性）も併せ持つ。この性質によりプロトン性溶媒は溶媒分子間で水素結合を形成している物が多い。水 (H2O)、エタノール (CH3CH2OH) 、酢酸 (CH3C(=O)OH) などが例として挙げられる。非プロトン性極性溶媒としてはアセトニトリル (CH3C≡N) 、アセトン (CH3C(=O)CH3) などが挙げられる。プロトン性極性溶媒はイオンを安定化する効果があるため、SN1反応等のイオン生成が律速となる反応によく用いられる。一方、非プロトン性極性溶媒は陽イオンのみを安定化するものが多く、陰イオンの反応性を高める傾向があるため、SN2反応等に好んで用いられる。

### 沸点
溶媒の重要な特性に沸点と気化熱が挙げられ、それにより蒸発の速さが決定付けられる。ジエチルエーテル、塩化メチレン等、一部の低沸点溶媒は室温で秒単位の時間で乾燥する溶媒として用いられる。一方、水やジメチルスルホキシドのような高沸点溶媒の乾燥には、加熱・減圧・気流下等の条件が必要である。

### 密度
多くの有機溶媒は水よりも密度が小さく、水の上に浮かぶものが多い。例外的に塩化メチレンやクロロホルムなどハロゲン系溶媒の一部や酢酸などは水よりも比重が大きい。

## 安全性
水は、不燃かつ無毒である。多くの溶媒には危険性があり、炭化水素やエーテルの可燃性の高さ、エーテル系の爆発性の酸化反応、またベンゼンなどの毒性に注意を払う必要がある。

### 火災
多くの溶媒には引火性がある。一般的には揮発性が高いものほど引火性が高い。ただし、塩化メチレンやクロロホルム等、難燃性の溶媒もある。また、ほとんどの溶媒蒸気は空気よりも重く、容器下部に沈んで滞留しやすい。そのため、空のドラム缶や溶媒缶の中にも溶媒蒸気は存在し得る。
ジエチルエーテルやテトラヒドロフラン (THF) などエーテル類や2-プロパノール、クメン等は酸素に曝しておくと、爆発性の高い過酸化物を形成する（自動酸化）。特に、光が当たると過酸化物の生成が加速される。これらの過酸化物は蒸留時に高沸点留分に濃縮されることが多い。エーテル類は暗所で BHT のような安定化剤を加えたりして保存するが、これでも過酸の生成を完全には止められないことに留意する必要がある。
ブンゼンバーナーではなく、安全性のため電熱フラスコヒーターを使い、沸点が90度以下であれば水蒸気浴が普通である。

### 毒性
ほぼ全ての有機溶媒には有毒性がある。多くの有機溶媒は、麻酔作用を有し、大量吸引時に急激な意識喪失を起しうる。この性質のため、医療用の麻酔薬や鎮痛剤として利用されたが、その多くは神経毒性や発癌性を併せ持つのため、現在は使用されていない。(ジエチルエーテルは、現在でも麻酔薬として使用されるが、極端に引火性が高いため、先進国では使われる事は稀)
発癌性の観点からは、クロロホルムの他にも、（ガソリンにも含まれる）ベンゼンやHMPAなどは、発癌性を有する、もしくはその可能性があると考えられている。
メタノールは代謝により生成するギ酸のため、視神経に障害を与え、失明さらには死亡することもある。
その他、臓器に障害を起こすものも多い。肝臓や腎臓あるいは大脳など。
有機溶媒の毒性や環境負荷がしばしば問題となる。このため、強毒性の溶媒から、比較的低毒性な溶媒(時に水)への置き換え、あるいは溶媒量の削減(時に無溶媒反応)、といった化学プロセスの開発が行われている。それらはグリーンサスティナブルケミストリーで扱われる研究内容である。
抗化学性の手袋には20種類以上あり、つまり全てに対応していることはないためであり、不適切な場合手袋を通過する。有害な溶媒（あるいは薬品などでも）触れた場合、ただちに石鹸と水で洗う。

### 使用上の全般的な注意
- 溶媒蒸気に曝されることは避け、作業環境はドラフトチャンバーを用いたり換気を良くする。
- 密閉容器で保存する。
- 可燃性溶媒は火の近くで封を開けてはならない。
- 爆発や火災を避けるために引火性溶媒を床に流してはならない。
- 溶媒の蒸気を吸入してはならない。
- 溶媒を皮膚につけてはならない。多くの溶媒は皮膚より容易に吸収される。

## 精製
大部分の抽出や化学反応で使われる一般的な溶媒の等級は「試薬等級」であり、純度は97-99%で、わずかな水分や揮発性の不純物を含む。一部の場合には、さらに高純度の溶媒を必要とし、そのために高純度な溶媒を買ったり、あるいは溶媒を精製することになる。
溶媒には化学的安定性を維持するために安定剤が添加されている場合がある。また、水分やその他の不純物が混入している場合もある。
溶媒の精製とは、一般的に、乾燥と蒸留のことである。モレキュラーシーブなどの乾燥剤による乾燥や、蒸留操作により精製が行われる場合が多い。

## 代表的な溶媒の物性
溶媒は、無極性溶媒、極性非プロトン性溶媒、極性プロトン性溶媒に分類した。極性は誘電率で表し、誘電率の順に並べた。無極性溶媒で水より密度の大きいものは太文字で示した。
| 溶媒                                                  | 示性式                                     | 沸点 (℃) | 誘電率 | 密度 (g/mL) | 分類             |
| ----------------------------------------------------- | ------------------------------------------ | -------- | ------ | ----------- | ---------------- |
| ヘキサン (hexane)                                     | {\displaystyle {\ce {CH3CH2CH2CH2CH2CH3}}} | 69       | 2.0    | 0.655       | 無極性           |
| ベンゼン (benzene)                                    | {\displaystyle {\ce {C6H6}}}               | 80       | 2.3    | 0.879       | 無極性           |
| トルエン (toluene)                                    | {\displaystyle {\ce {C6H5CH3}}}            | 111      | 2.4    | 0.867       | 無極性           |
| ジエチルエーテル (diethyl ether)                      | {\displaystyle {\ce {CH3CH2OCH2CH3}}}      | 35       | 4.3    | 0.713       | 無極性           |
| クロロホルム (chloroform)                             | {\displaystyle {\ce {CHCl3}}}              | 61       | 4.8    | 1.498       | 無極性           |
| 酢酸エチル (ethyl acetate)                            | {\displaystyle {\ce {CH3C(=O)OCH2CH3}}}    | 77       | 6.0    | 0.894       | 無極性           |
| 塩化メチレン (methylene chloride)                     | {\displaystyle {\ce {CH2Cl2}}}             | 40       | 9.1    | 1.326       | 極性非プロトン性 |
| テトラヒドロフラン (tetrahydrofuran, THF)             | {\displaystyle {\ce {C4H8O}}}              | 66       | 7.5    | 0.886       | 極性非プロトン性 |
| アセトン (acetone)                                    | {\displaystyle {\ce {CH3C(=O)CH3}}}        | 56       | 21     | 0.786       | 極性非プロトン性 |
| アセトニトリル (acetonitrile)                         | {\displaystyle {\ce {CH3C#N}}}             | 82       | 37     | 0.786       | 極性非プロトン性 |
| N,N-ジメチルホルムアミド (N,N-dimethylformamide, DMF) | {\displaystyle {\ce {HC(=O)N(CH3)2}}}      | 153      | 38     | 0.944       | 極性非プロトン性 |
| ジメチルスルホキシド (dimethyl sulfoxide, DMSO)       | {\displaystyle {\ce {CH3S(=O)CH3}}}        | 189      | 47     | 1.092       | 極性非プロトン性 |
| 酢酸 (acetic acid)                                    | {\displaystyle {\ce {CH3C(=O)OH}}}         | 118      | 6.2    | 1.049       | 極性プロトン性   |
| 1-ブタノール (1-butanol, n-butanol)                   | {\displaystyle {\ce {CH3CH2CH2CH2OH}}}     | 118      | 18     | 0.810       | 極性プロトン性   |
| 2-プロパノール (2-propanol, isopropyl alcohol)        | {\displaystyle {\ce {CH3CH(OH)CH3}}}       | 82       | 18     | 0.785       | 極性プロトン性   |
| 1-プロパノール (1-propanol, n-propanol)               | {\displaystyle {\ce {CH3CH2CH2OH}}}        | 97       | 20     | 0.803       | 極性プロトン性   |
| エタノール (ethanol)                                  | {\displaystyle {\ce {CH3CH2OH}}}           | 79       | 24     | 0.789       | 極性プロトン性   |
| メタノール (methanol)                                 | {\displaystyle {\ce {CH3OH}}}              | 65       | 33     | 0.791       | 極性プロトン性   |
| ギ酸 (formic acid)                                    | {\displaystyle {\ce {HC(=O)OH}}}           | 100      | 58     | 1.21        | 極性プロトン性   |
| 水 (water)                                            | {\displaystyle {\ce {H2O}}}                | 100      | 80     | 0.998       | 極性プロトン性   |